# Сатурн (кинотеатр)
Сатурн — кинотеатр в городе Тольятти. Расположен на Революционной улице, д. 9

## История
Проектированием будущего кинотеатра занимались специалисты Центрального научно-исследовательского института экспериментального проектирования зрелищных зданий — архитекторы В. В. Лазарев, И. В. Семейкин, Э. Б. Тер-Степанов, М. П. Бубнов и инженер-конструктор В. Г. Немировский. Проект кинотеатра на 1100 зрителей создан на основе типового — с залами на 800 и 300 мест.
6 мая 1969 года строительным предприятием «Жилстрой» началось строительство, которое было окончено в феврале 1972 года. На момент сдачи это был крупнейший кинотеатр Куйбышевской области на 1200 зрительских мест, оборудованный кондиционерами.
23 февраля 1972 года был проведён первый кинопоказ: «Море в огне». Символическую ленточку на открытии кинотеатра перерезал председатель исполкома городского Совета депутатов и трудящихся Б. С. Кашунин.
Осенью 1998 года кинотеатр взяло в аренду самарское ООО «Элис», была проведена масштабная реконструкция «Сатурна». Всё оборудование было заменено на современное, был перестроен зрительный зал в соответствии с требованиями времени. «Сатурн» стал седьмым кинотеатром в России и первым в провинции, переоборудованным по самым современным технологиям. 18 декабря кинотеатр открылся после реконструкции премьерой фильма «Особенностей национальной рыбалки». В подвале кинотеатра с отдельным входом располагался ночной клуб «Комсомолец» (интерьер — в стиле подводной лодки Комсомолец).. В 2004 году муниципальный кинотеатр был приватизирован. В ООО «Элис» произошел раскол учредителей на ООО «Энон», которое реорганизовано в ООО Кинотеатр Сатурн, учредителем которого является ООО Крайв. В 2011 году кинотеатр недолгое время находился в аренде московского ООО «Новое кино». 
На 2008 год планировалась очередная реконструкция кинотеатра, однако из-за отсутствия финансирования она не состоялась.
25 сентября 2011 кинотеатр прекратил свою работу.
17 ноября 2011 года кинотеатр «Сатурн» снова возобновил свою работу в штатном режиме, но теперь кинотеатр «Сатурн» приглашал смотреть кино на самом большом 3D-экране Тольятти. Недолго проработав, «Сатурн» закрылся вновь. В 2016 году 30 апреля «Сатурн» открыли для показа фильма про Иисуса Христа, на который мог прийти любой желающий. В настоящий момент «Сатурн» находится в частной собственности ООО Кинотеатр Сатурн (ООО Крайв) и сдаётся в аренду.

## Деятельность
За более чем 35-летнюю историю кинотеатр принял более 4,5 миллионов зрителей.
Кинотеатр «Сатурн» считался премьерным кинотеатром № 1 в Тольятти. Репертуар соответствовал статусу: мировые премьеры и блокбастеры года, кассовое семейное кино, новинки российского проката. Премьеры новых фильмов в «Сатурне» зачастую проводились с театрализованными представлениями, презентациями с участием актёров, участвовавших в фильме.

## Характеристики
В современном «Сатурне» один кинозал:
- 702 зрительских места (из них класса VIP — 90 мест, места «Love seat»),
- Звуковая аппаратура Dolby Digital Surround Ex.